# Clavatula milleti
Clavatula milleti là một loài ốc biển, là động vật thân mềm chân bụng sống ở biển thuộc họ Clavatulidae.